# Urville, Aube
Urville là một xã trong tỉnh Aube, thuộc vùng Grand Est của nước Pháp, có dân số là 148 người (thời điểm 1999).

## Thông tin nhân khẩu
| 1962 | 1968 | 1975 | 1982 | 1990 | 1999 |
| ---- | ---- | ---- | ---- | ---- | ---- |
| 166  | 172  | 166  | 188  | 177  | 148  |